# Platja Fredosa
La platja Fredosa és una platja natural del municipi de Cadaqués (Alt Empordà) situada a la cala Fredosa, al Parc Natural del Cap de Creus, sota el far de Cap de Creus, a set quilòmetres del nucli urbà. És la darrera de les platges de l'anomenada mar d'Avall, que és tota la línia litoral situada al sud del cap de Creus en direcció a Cadaqués. Orientada a l'est-sud-est, té una longitud de 12 m i una amplada de 13 m. formada per grava i còdols. Acostuma a haver-hi moltes restes de troncs petits secs que ha portat l'aigua. S'hi practica el nudisme.
Aquesta platja és on embarcaven els habitants del far de Cap de Creus, i des d'on se'ls enviava l'avituallament, abans que existís la carretera asfaltada. Des de la platja un camí empedregat i que fa ziga-zagues, puja al far pel costat sud del promontori que el sustenta, salvant els 87 m de desnivell.
El nom de Fredosa prové de que es tracta d'una platja ombrívola, poc protegida del vent i de la mala mar, sense insolació durant la tarda i d'aigües profundes, tot plegat la fa una platja freda.